# Fruit sec
Ne doit pas être confondu avec Fruit séché.

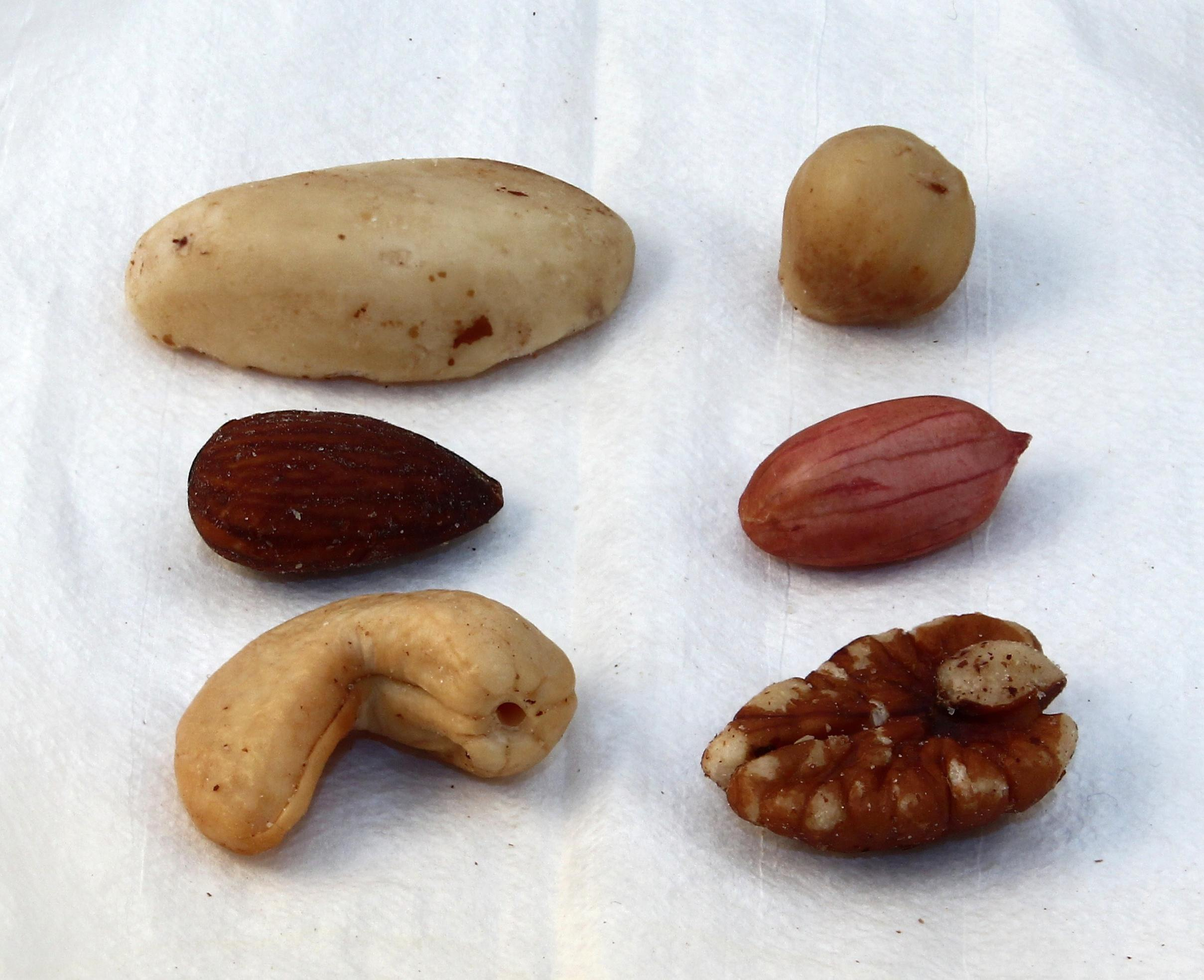
De gauche à droite et de haut en bas : noix du Brésil, noix de macadamia, amande, arachide, noix de cajou et noix de pécan.

Dans le domaine de l'alimentation humaine, les fruits secs comprennent les « fruits comportant naturellement peu d'humidité dans leur partie consommable » ainsi que les fruits déshydratés artificiellement, dénommés fruits secs à chair. Les fruits naturellement secs peuvent être des « noyaux ou noix, drupes, légumes, capsules et/ou follicules ». Ce sont principalement des fruits à coque, qui sont utilisés comme aliments et ont généralement une teneur élevée en graisse. Les fruits secs à chair comprennent principalement les raisins, les abricots, les dattes, les figues, les bananes ou les prunes (pruneaux).
En botanique, l'expression « fruit sec » a une acception différente, puisqu'elle désigne les fruits, au sens botanique du terme et généralement non comestibles, dont le péricarpe est sec (par opposition aux « fruits charnus »). Les botanistes distinguent les fruits secs déhiscents (capsules, follicules, siliques, gousses) et indéhiscents (akènes, samares, caryopses).
Ils peuvent se consommer tels quels ou s'incorporer à des recettes de cuisine, particulièrement en pâtisserie.
En ce qui concerne la production mondiale, l'amande est 1re en 2006 (1,9 million de tonnes) devant la noix (1,5 million de tonnes) et la noisette (680 000 tonnes).

## Liste de fruits naturellement secs

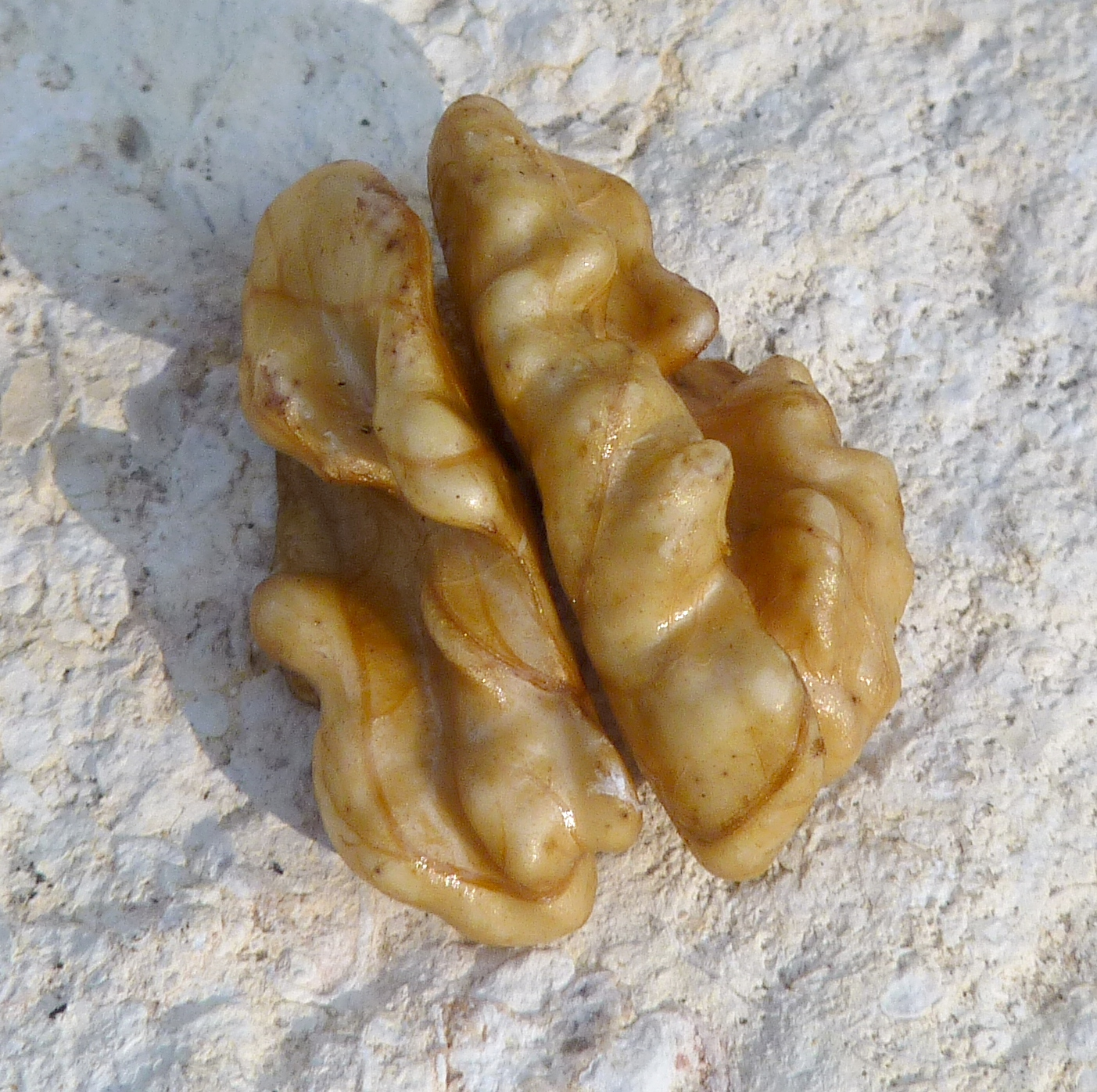
Partie comestible de la noix de Grenoble.

- Amande (Prunus dulcis), en coque, mondée, tranchée, effilée, en poudre
- Cacahuète (Arachis hypogaea), en coque, entière, grillée
- Noisette (Corylus avellana), en coque, entière, en poudre
- Noisette chilienne (Gevuina avellana), entière, en coque
- Noix (Juglans), en coque, en cerneaux, en poudre
- Noix du Brésil (Bertholettia excelsa) en coque, entière
- Noix de cajou
- Noix de macadamia (Macadamia integrifolia), entière, en poudre
- Noix de pécan (Carya Illinoinensis), en coque, en cerneaux, en poudre
- Pignon de pin (Pinaceae), on mange l'intérieur de la graine. Le pignon n'est pas un fruit au sens strict du terme.
- Pistache (Pistacia vera), salées en coque, grillées, en poudre

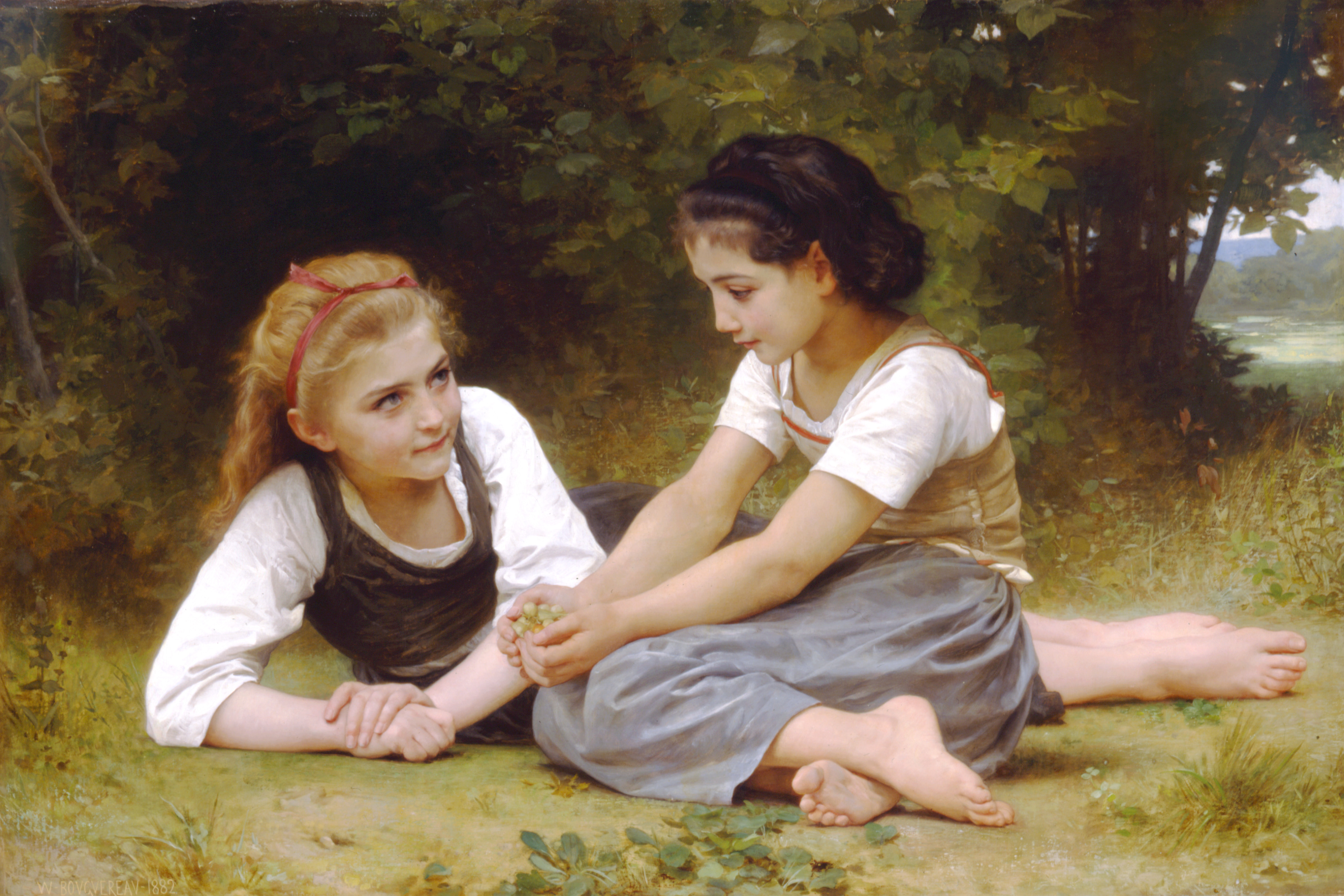
Les glaneuses de noisettes, peinture bucolique de William Bouguereau, XIXe siècle.